# Tropicus niger
Tropicus niger är en skalbaggsart som beskrevs av Skalický 2007. Tropicus niger ingår i släktet Tropicus och familjen strandgrävbaggar. Inga underarter finns listade i Catalogue of Life.